# André Langie
André Langie (* 21. September 1871 in Payerne; † 30. Dezember 1961 in Lausanne) war ein Schweizer Bibliothekar und Kryptologe. Während des Ersten Weltkriegs war er Zivilangestellter beim Schweizer Nachrichtendienst.

## Leben
André Langie war der Sohn polnischer Eltern, die 1869 in Planches (heute: Ormont-Dessous) das Schweizer Bürgerrecht erhalten hatten. Nach einer höheren Schulbildung in den Kantonen Waadt und Freiburg promovierte er im Fach Literatur an der Universität Lausanne.
Nach Ausbruch des Ersten Weltkriegs wurde der zuvor aus medizinischen Gründen als dienstuntauglich erklärte und als Bibliothekar in Lausanne beschäftigte Langie aufgrund seiner Sprachkenntnisse als ziviler Angestellter in die Sektion Nachrichtendienst der Armee einberufen. Sein Aufgabenbereich umfasste die Entschlüsselung und Übersetzung von Nachrichten der Kaiserlich Russischen Armee. Im Sommer 1915 gelang es Langie, den von der Russischen Armee verwendeten Geheimcode zu entschlüsseln. Nachdem er bemerkt hatte, dass verschlüsselte Depeschen deutscher und österreichischer Herkunft sich direkt auf die geheimen Tagesbulletins des Schweizer Generalstabs bezogen, vermutete er einen Landesverrat und brachte damit die Obersten-Affäre ins Rollen.
Langie verlor daraufhin seine Stelle beim Nachrichtendienst und arbeitete fortan wieder als Bibliothekar und Übersetzer in Lausanne. Sein Angebot zu Beginn des Zweiten Weltkrieges, sich dem Nachrichtendienst als Kryptologe zur Verfügung zu stellen, wurde abgelehnt. Danach war er im Kanton Waadt als Übersetzer, Bibliothekar und Schriftsteller tätig. Während seiner Tätigkeit als Übersetzer und Bibliothekar soll er bis zu seinem Tod für 32 Sprachen als amtlich befähigter Übersetzer eingesetzt worden sein.

## Rezeption
Der Sender SRF 1 strahlte am 15. Oktober 2015 eine Dokumentarsendung von Hansjürg Zumstein aus, welche die Obersten-Affäre in der Form eines Doku-Dramas näher beleuchtet. Langie wird darin vom Schauspieler Gilles Tschudi dargestellt.

## Publikationen
- De la cryptographie – étude sur les écritures secrètes. Payot, 1918.
- Wie entzifferte ich russische und deutsche Depeschen im J. 1915. Eigenverlag A. Langie, 1944.